# Пена
Пена, наричана също Тетовска или Шарска река, както и Тетовска Бистрица (на македонска литературна норма: Пена, Тетовска, Шарска Река) е река в Северна Македония, ляв приток на Вардар. Реката извира от Шар и се влива във Вардар в Положката котловина.
В местностите Чабриолица и Борислоица в Шар планина, на около 2500 метра надморска височина извират две рекички, които се съединяват край селата Вешала и Бозовце. Реката се спуска в Полога и минава през самия център на град Тетово, след което се влива във Вардар край село Саракино.
Реката е дълга 29,7 km. В коритото си приема 12 други реки, от които най-известни са Караниколската река, Пържина, Вейшка, Лешничка, Бродска. Водосборният ѝ басейн обхваща 192 кв. км. Извира под връх Джини бег, на около 2350 м н.в., и има близо 2000 метра денивелация до вливането си във Вардар.
Пена е символ на Тетово и със своите водопади привлича голям брой туристи. На нея се намират 4 малки хидроцентрали. Изградената през 1926 г. ВЕЦ „Пена“ е първата на територията на Северна Македония.
В 1979 година след поройни дъждове реката залива голяма част от Тетово и причинява големи щети.